# C'est encore mieux l'après-midi (pièce de théâtre)
Pour l'émission de télévision, voir C'est encore mieux l'après-midi.
C'est encore mieux l'après-midi (Two into One) est une pièce de théâtre de Ray Cooney créée en 1981. Elle a été adaptée en français par Jean Poiret en 1987.

## Argument
Richard Marchelier, député, séjourne avec sa femme Christine dans un hôtel parisien proche de l'Assemblée nationale. Il demande à son assistant de lui réserver une autre chambre pour recevoir sa maîtresse pendant que sa femme sera au théâtre.

## Distributions françaises
Ces deux versions ont fait l'objet d'une captation télévisée.
1987
- Pierre Mondy : Richard Marchelier
- Virginie Pradal : Christine Marchelier
- Jacques Villeret : Georges Pigier
- Isabelle de Botton : Maria
- Patrick Guillemin : Édouard Margelle
- Jacqueline Jefford : Florentine Duray
- Michèle Laroque : la réceptionniste
- Marie Lenoir : Stéphanie Margelle
- Jean Rougerie : le directeur de l'hôtel
- Tchee : le serveur

2016
- José Paul : Richard Marchelier
- Lysiane Meis : Christine Marchelier
- Sébastien Castro : Georges Pigier
- Guillaume Clérice
- Anne-Sophie Germanaz
- Pascale Louange
- Guilhem Pellegrin
- Thomas Sagnols

## Distinctions
En 1984, la pièce a été nommée pour deux Laurence Olivier Awards : meilleure pièce comique et meilleur performance dans une pièce comique pour Michael Williams.